# Bergthron
Bergthron ist eine deutsche Pagan-Metal-Band aus Plauen.

## Geschichte
Die Band wurde 1994 gegründet, das erste Demo Durch den Nebel der Finsternis enthielt nur ein gleichnamiges, 18-minütiges Stück. Die Band erhielt darauf einen Plattenvertrag bei dem deutschen Label Perverted Taste, wo 1995 das Debütalbum Verborgen in den Tiefen der Wälder erschien. Dieses übernimmt einen Melodiebogen und den Aufbau des Demos in überarbeiteter Form und enthält ebenfalls nur einen (diesmal mehr als halbstündigen) Titel. Die Band hält sich seit ihrer Gründung mit Informationen zu den Mitgliedern sehr bedeckt. Findet man in Verborgen in den Tiefen der Wälder noch Informationen zu der Besetzung, gibt es bei den späteren Veröffentlichungen keinen Hinweis mehr auf die Musiker. Einzig und allein dem Album Faust für Faust ist zu entnehmen, dass Hendrik Eibisch und Sven Leonhardt das Keyboard eingespielt haben. Da sie aber extra erwähnt sind, ist davon auszugehen, dass sie nicht zu den festen Mitgliedern der Band gehören. Die wenigen Interviews, die Bergthron geben, werden in der Regel von einem „Wolfgrim“ gehalten.
Mit Wotanskult wurden die Stücke von Jagdheim auf Schallplatte veröffentlicht, ergänzt um das Instrumental-Stück Wotanskult. Wurde auf früheren Alben vorzugsweise mit den für Black Metal typischen Vocals gearbeitet, war auf Jagdheim bzw. Wotanskult der Anteil an klarem Gesang wesentlich höher. Dieser Trend sollte sich auf Faust für Faust fortsetzen. Auch dieses Album erschien als CD und als eine, auf 500 Stück limitierte, Doppel-LP. Als Bonus befand sich auf der LP eine längere Version von Tanz der Elemente.
Das Album Leben und Lebenswille erschien am 10. Februar 2007. Es ist trotz der Länge von 74 Minuten auf drei CDs verteilt. Dieses Album wurde durch eine Promo mit fünf Liedern beworben. Der Titel Geistreise ist hier in einer anderen Version mit komplett anderem Gesang als auf dem Album vertreten.
2010 erschien das Album Expedition Autarktis. Danach wurde es lange Still um die Band. 2013 wurde eine 10-jährige Pause eingelegt. Ab 2024 gab es auf dem  Anzeichen eines neuen Albums. Am 2. Dezember 2024 wurde dann die Vorabsingle "Aufbruch nach Neu Asen Land «Von Pol zu Pol»" digital veröffentlicht ehe am 6. Januar 2025 das Album "Neu Asen Land" erschien.

## Stil
Auf frühen Alben orientierte sich die Band musikalisch am Black Metal und dem für diesen typischen gutturalen Gesang, aber auch klaren Gesang, wie etwa den Männerchor in Verborgen in den Tiefen der Wälder. Ab Jagdheim setzte die Band zunehmend klaren Gesang ein, auf dem Album Faust für Faust auch Frauengesang, teilweise im Wechsel mit Männergesang. Zusätzlich zu den für Metal typischen Instrumenten setzt Bergthron Keyboards und akustische Gitarren ein. Auf Expedition Autarktis ist der „Klang von Bergthron (sofern man überhaupt von DEM typischen Sound sprechen kann) […] auf eine gewisse Art moderner, vielleicht auch etwas experimentierfreudiger“.
Neu Asen Land wird bei den Kritikern mehr im Bereich des (atmosphärischen) Progressive Metal angesiedelt, wobei immer wieder Parallelen zu Bands wie Enslaved, Borknagar, Ulver oder Solstafir genannt werden.
Die Musiker behandeln nordisch-heidnische Themen, wobei „sie ihr Hauptaugenmerk auf die Natur legen und sich keinen abgedroschenen Floskeln bedienen“. Die Rezension zu Verborgen in den Tiefen der Wälder bei Metal1.info hält der Band zugute, dass ihre Texte „nicht aufgesetzt, noch nichtmal sehr pathetisch“ klingen, während sie in der zu Uralte Gedanken als „sehr pathetisch gehalten“ bezeichnet werden, was hier jedoch nicht negativ auffalle; im Gegenteil bringe die Band „diesen Pathos auch glaubhaft herüber“. Aus Sicht der Band „lassen sich von der nordischen Mythologie immer deutlicher Bezüge zu aktuellen weltlichen Geschehnissen herstellen, was folglich alles plötzlich greifbarer, lebendiger erscheinen lässt“. Das Album Expedition Autarktis ist, „[w]enn man so will, […] der Schlüssel, die Verbindung zwischen Tradition und Moderne“. Das Album wurde in einer Metallbox veröffentlicht, „weil diese einem bereits bei Berührung die kalte und unbarmherzige Stimmung einer Arktisexpedition vermitteln kann“. Im Zusammenhang mit diesem Konzept hat die Band sich auch optisch verändert: „Schutzbrillen wie auf dem Cover wären wohl auf ‚Leben und Lebenswille‘, geschweige denn auf ‚Faust für Faust‘, undenkbar gewesen“. Die Texte will die Band nicht näher erklären: „wenn sich der Hörer dazu Gedanken macht, haben wir unser Ziel erreicht. Doch würde ich […] alles detailliert erläutern, würde ich damit vorgreifen und nehme den Hörern die Chance das Werk selbst zu interpretieren und eine eigene Perspektive zu entwickeln. Unter anderem wurden auch deshalb die Texte nicht vollständig abgedruckt. Wer uns kennt, wird wissen, dass wir das nicht auf die ‚tausendmal schon da gewesen‘-Schiene machen.“
Das heidnische Verständnis der Band ist völkisch geprägt: So ist sie nach eigener Aussage inspiriert durch „Gedanken und Gefühle, die schon unsere Vorfahren in sich trugen“ und die jetzt in ihnen und durch sie „weiterleben“. Das Heidentum sei als der alte Glauben ihres Volkes auch der ihrige. Durch ihre Musik wolle sie „das Bewusstsein für Natur, Heimat und Volk entfachen“. Die Band sieht ihre Aufgabe darin, „dies weiterzuführen, denn ein Volk kann nur groß und stark sein, wenn es seine Werte und Bräuche leben darf.“ Im Szene-Almanach äußerte Bergthron sich gegen die Europäische Union und meinte, nur die „germanischen und nordischen Völker sollten sich zusammenschließen, um ihre Kultur vor den Südländischen abzugrenzen. Nur so könnte gewährleistet werden, dass sich diese Völker wieder frei entfalten könnten.“ Obwohl diese Position klar ethnopluralistisch ist, solle dies „kein dummes, aufgesetztes Nazigequassel sein, sondern einfach ein Ziel, soll unsere Zukunft sein! Unsere Kinder sollen eine gesicherte Zukunft und Vergangenheit haben, sollen wissen, dass sie germanisch sind und einem stolzen Volk entstammen […]“.

## Diskografie
- 1995: Durch den Nebel der Finsternis (Demo)
- 1997: Verborgen in den Tiefen der Wälder
- 1998: Uralte Gedanken (EP)
- 2001: Jagdheim
- 2002: Wotanskult (LP)
- 2004: Faust für Faust
- 2006: Auszüge aus Leben und Lebenswille (EP)
- 2007: Leben und Lebenswille
- 2010: Expedition Autarktis
- 2025: Neu Asen Land